# Koncern
Koncern (uttal: -särn) är en associationsrättslig term för en sammanslutning av företag till en ekonomisk enhet. Det grundas på moderbolagets aktie- eller röstmajoritet i dotterbolagen. 
Den svenska termen koncern har inlånats från tyskans Konzern, som bildats från engelskans concern (angå, företag) och ytterst av latinets concernere (angå). Även om det engelska ordet concern kan betyda företag, är engelskans ord för koncern group [of companies].
Koncernbegreppet kan illustreras med ett exempel. Antag att aktiebolag A äger 70 % av rösterna och kapitalet i aktiebolag B och 25 % av aktiebolag C (för enkelhetens skull antas inget annat korsägande finnas). Detta innebär en koncern bestående av moderbolaget A och dotterbolaget B; bolag C ingår inte i koncernen eftersom det ej är majoritetsägt. I koncernens redovisning upptas alla tillgångar och skulder i bolag A och B, med undantag av fordringar företagen emellan som istället kvittas mot varandra. I redovisningen kommer de 30 % av kapitalet i bolag B som inte ägs av koncernen att räknas som minoritetsintresse, vilket redovisningstekniskt är en form av skuld. Aktierna i bolag C upptas som en tillgång för koncernen.
Genom bildandet av en koncern uppstår en situation som rent juridiskt sett inte kan kopieras i andra affärssammanhang - att bolag kan ställas i hierarkisk position till varandra, alltså under och över varandra. Ett sådant förfarande hindras i vanliga fall i Sverige av avtalslagen samt konkurrenslagen.
En falsk koncern är en grupp företag som ägs av en ägare som inte är ett aktiebolag, utan till exempel en privatperson.

## Koncernbokslut

### Koncernaktiva
Koncernaktiva är ett centralt begrepp inom koncernredovisning och uppstår då egendomsposterna i det företag som förvärvats av ett annat företag tagits upp i företagets balansräkning till lägre värden än vad koncernen skulle ha betalat för posterna ifråga ifall de köpts enskilt var för sig. Koncernaktiva uppstår också i sådana fall då inkomstförväntningarna för koncernen är högre än bokföringsvärdet för tillgångsposterna i det förvärvade företaget. Därtill kan koncernaktiva även uppkomma om skulderna eller avsättningarna i det förvärvade företagets balansräkning ur koncernens synvinkel är övervärderade. Koncernaktiva är med andra ord ett slags restvärde, som enligt koncernens ägarandel fördelas på de tillgångs- och skuldposter hos dotterföretaget dit koncernaktiva hör. När koncernbalansräkningen upprättas fördelas beloppet för koncernaktiva på så sätt att det adderas till tillgångsposternas bokföringsvärde i målföretaget och dras av från skuldposternas bokföringsvärde. Koncernaktiva härleds till de egendomsposter som, enligt bokföringslagen, också en enskild bokföringsskyldig kan aktivera.
Det belopp till vilket koncernaktiva kan fördelas på tillgångsposter får inte var så högt att posternas bokföringsvärde överstiger det sannolika överlåtelsepriset eller annat gängse värde för posterna. Om beloppet för koncernaktiva inte är så stort att det vid fördelning räcker till att höja värdet på alla tillgångsposter så att det motsvarar gängse värde, och om ingen annan typ av fördelning kan motiveras, delas beloppet för koncernaktiva jämnt upp i förhållande till gängse värdet på de olika egendomsposterna. Belopp som ska uppdelas på skulder och avsättningar dras av från bokföringsvärdet för dessa poster, men högst så mycket att skuldernas och avsättningarnas bokföringsvärden inte blir lägre än deras sannolika värden.
Koncernaktiva som uppdelats på tillgångsposter ska kostnadsföras på samma grunder som anskaffningsutgifterna för ifrågavarande poster. Koncernaktiva som fördelats till tillgångar bland bestående aktiva ska följaktligen kostnadsföras i samma takt som man avskriver eller nedskriver tillgångsposterna, eller i anknytning till försäljning av tillgångarna ifråga. Koncernaktiva som hör till skulder och avsättningar avdras i koncernbalansräkningen från dessa posters bokföringsvärde så länge skulderna eller avsättningarna det gäller finns i dotterföretagets balansräkning. Det nedsatta beloppet ska sedan kostnadsföras i takt med att skulderna eller avsättningarna minskar.
Den del av koncernaktiva som inte kan tilldelas tillgångs- och skuldposter hos dotterföretaget heter koncerngoodwill, och är en av orsakerna till erlagt överpris.

### Koncerngoodwill
Koncerngoodwill uppkommer då koncernaktiva inte kan fördelas på några tillgångs- och skuldposter hos dotterföretaget. Det är fråga om en immateriell tillgång hos företag som, trots att den inte alltid syns i balansräkningen, kan ha ett betydande värde. Exempelvis kan kunnig personal, en bra organisation, starka kundrelationer och ett gott rykte höja ett företags värde vid företagsköp. Om det förvärvande företaget dessutom har förhoppningar om att en integration med ett annat företag kan leda till ekonomiska fördelar i form av framtida resultatförbättringar (synergieffekter), kan köparen vara villig att betala för dessa förväntningar, eller det s.k. goodwill-värde som då uppstår. Koncerngoodwill ska avskrivas enligt plan inom fem år eller, om dess verkningstid är längre, under sin verkningstid, dock inom 20 år.
Inom koncernredovisning kan den s.k. förvärvsmetoden användas som hjälpmedel då koncerninterna aktieinnehav ska elimineras. Denna metod går ut på att det belopp som motsvarar koncernens innehav i det förvärvade dotterbolagets eget kapital ska dras av från anskaffningsutgiften för aktierna eller andelarna i dotterföretaget.

### Minoritetsintresse
Minoritetsintresse uppstår då företag X inom en koncern inte äger företag Y till hundra procent. De andelar av det egna kapitalet som inte tillskrivs koncernföretaget i dotterbolagen ska tas upp som minoritetsandelar i koncernens balansräkning, på samma sätt som de andelar av dotterföretagens resultat som inte innehas av koncernföretaget ska tas upp som minoritetsandelar i koncernresultaträkningen. Summan av minoritetsandelarna i de olika företagen inom koncernen utgör det totala minoritetsintresset, vilket beräknas i en minoritetskalkyl. Vid bokslutstillfället räknas minoritetsintresset på det egna kapitalet i koncernbokslutet, och även på årets resultat i koncernens resultaträkning. Minoritetsintressenterna i dotterföretagen har främst ett informationsbehov som gäller dotterföretaget ifråga, vilket också innefattar dotterföretagets affärer med andra företag inom koncernen. I koncernen som helhet är insynsbehovet inte alls lika omfattande.
När man räknar ut minoritetsandelen beaktar man förutom direkt minoritetsinnehav också indirekt och ackumulerad minoritet. Det indirekta innehavet uppstår då ett dotterföretag delvis minoritetsägt innehar en andel i ett annat dotterföretag. I sådana fall hör även en del av resultatet och det egna kapitalet hos det sistnämnda dotterföretaget kalkylmässigt också till minoriteten i det förstnämnda dotterbolaget. Om det sistnämnda dotterföretaget dessutom äger aktier (direkt eller indirekt) i det förstnämnda dotterbolaget skapas ett ackumulerat innehav.

### Internvinst i lager
Internvinst i lager uppstår då ett företag säljer varor med vinst till ett företag inom samma koncern. Vinsten realiseras omedelbart för det säljande företaget, men för koncernen realiseras vinsten först när det köpande sålt varorna vidare till ett utomstående företag. Beroende på om det är IB eller UB vi har att göra med så ska transaktionerna endera korrigeras eller elimineras i koncernbokslutet.
Interna lagervinster som ingår i omsättningstillgångarna ska i koncernbokslutet elimineras från omsättningstillgångarna och det egna kapitalet. Den internvinst som kan hänföras till ingående lager tas bort från balanserad vinst (förlust) från tidigare räkenskapsperioder och sätts till räkenskapsperiodens resultat. Den här vinsten bör ändå inte elimineras, bara korrigeras, eftersom den utgör en vinst för koncernen som helhet. Vad gäller intern vinst i UB, ska den helt elimineras eftersom varorna blir liggande i lager över bokslutstidpunkten och vinsten för koncernen inte hinner realiseras. När man räknar ut internvinster används samma definition av anskaffningsutgiften som man också annars använder inom koncernen.

### Anteciperad dividend
Vid normal dividendutdelning är skatteåret för dividender ett år senare för mottagarbolaget än vad det är för det utdelande bolaget. I koncerner med många nivåer kan detta därför innebära en lång fördröjning av överföringen av dividender, och huvudidén med systemet med anteciperad dividend är således att tidigarelägga periodiseringen av dividendinkomst. Fördelen med detta system är att det fria egna kapitalet snabbare kan överföras till ägarna och att processen med dividendutdelning inom koncernen, från det lägsta dotterbolaget till moderbolaget, påskyndas betydligt. Det finns dock några förutsättningar för att systemet med anteciperad dividend överhuvudtaget ska vara möjligt, vilka tas upp av Bokföringsnämnden.
I bokföringen ska det bolag som delar ut den anteciperade dividenden boka den som minskning av eget kapital och dividendutdelningsskuld, medan mottagarbolaget ska bokföra dividenden som intäkt och dividendfordran samma år. Eftersom dividend till utomstående inte kan bokföras som anteciperad dividend, måste det göras en korrigering av dessa transaktioner för att minoritetsandelen i koncernbalansen också ska bli rätt.